# Pantolambdidae
De Pantolambdidae zijn een familie van uitgestorven zoogdieren behorend tot de Pantodonta die tijdens het Paleoceen in Noord-Amerika en oostelijk Azië leefden. 
De familie omvat drie geslachten: Caenolambda, Nanxiongilambda en Pantolambda.